# Світлове перо
Світлове перо (англ. light pen) — електронний пристрій, який при переміщенні по монітору, розпізнає світлові сигнали та передає інформацію про напрям променю на комп'ютер.
Побудова і модифікація графічного елементу здійснюється дотиком пера відповідних позицій екрану при натиснутій кнопці на світловому пері, яка розміщена біля його наконечника. Здебільшого курсор рухається по монітору услід за світловим пером. Як і у випадку з командним планшетом, перехрещення курсору буде лежати на останньому побудованому елементі.
Світлове перо придатне для роботи тільки з векторними дисплеями, і, хоча може входити в комплект растрових систем, в них воно практично не використовується, оскільки вимагає суттєвих додаткових обчислень, які мусить здійснювати процесор робочої станції. Враховуючи популярність, яка зростає, растрових дисплеїв, цей фактор визначає
сильне обмеження у використанні світлового пера. Окрім цього, при тривалій роботі зі світловим пером сильно втомлюється рука, в якій людина тримає його перед екраном дисплея, що зводить нанівець основну його перевагу прямої взаємодії з екраном.